# Недари (Нижньосілезьке воєводство)
Недари (пол. Niedary) — село в Польщі, у гміні Завоня Тшебницького повіту Нижньосілезького воєводства.
Населення — 208 осіб (2011).
У 1975-1998 роках село належало до Вроцлавського воєводства.

## Демографія
Демографічна структура станом на 31 березня 2011 року:
|          | Загалом | Допрацездатний вік | Працездатний вік | Постпрацездатний вік |
| -------- | ------- | ------------------ | ---------------- | -------------------- |
| Чоловіки | 102     | 28                 | 63               | 11                   |
| Жінки    | 106     | 30                 | 50               | 26                   |
| Разом    | 208     | 58                 | 113              | 37                   |